# Annette Weitzmann
Annette Weitzmann (* 1. Juni 1967 in Oberhausen) ist eine deutsche Schauspielerin. Sie lebt in Köln und Berlin.

## Leben
Nach einem Studium der Kunstgeschichte in London und einem abgebrochenen Studium der Architektur ging sie nach Berlin und studierte Schauspiel mit einem Anschlussstudium am Lee Strasberg Theatre and Film Institute in New York.
Es folgten Engagements beim Gerhart-Hauptmann-Theater in Zittau, dem Cirque du Soleil und der Volksbühne Berlin. Ebenso hatte sie kleine Rollen in deutschen Fernsehproduktionen. Sie gehörte 2003 zu den Gründungsmitgliedern des Mondpalastes von Wanne-Eickel. Ab 2014 spielte sie am Rheinischen Landestheater Neuss.

## Filmografie (Auswahl)
- 1992: Berlin Break (Fernsehserie, eine Folge)
- 1995: Boomtown Berlin
- 1996: OP ruft Dr. Bruckner (Fernsehserie, eine Folge)
- 2007: Die Anrheiner (Fernsehserie, eine Folge)
- 2007: Geile Zeit (Fernsehserie, eine Folge)
- 2008: 4 Singles (Fernsehserie, eine Folge)
- 2010: Unter uns (Fernsehserie, eine Folge)
- 2014: Die Hölle das sind die Anderen
- 2016: Deutschlands große Clans (Fernsehserie, eine Folge)
- 2017: Südstadt